# Antonio Mosca (poliziotto)
Antonio Mosca (Castellammare di Stabia, 20 marzo 1948 – Cesena, 29 luglio 1989) è stato un poliziotto italiano, morto in seguito a delle ferite subite durante una sparatoria con dei criminali membri della banda della Uno bianca.

## Biografia
Antonio Mosca, originario del quartiere "Cicerone" di Castellammare di Stabia, entrò in polizia molto giovane.
Morì il 29 luglio 1989, in conseguenza alle ferite subite in una sparatoria (secondo quanto scritto nel libro “Baglioni e Costanza” di Marco Melega, Ed Mandragora, 1996). con i tre criminali fondatori della banda della Uno bianca, scontro a fuoco avvenuto il 3 ottobre 1987 sull'autostrada A14, all'altezza del casello di Cesena, lasciando la moglie Gabriella sola con i due figli Veronica e Francesco.